# Капнист, Алексей Васильевич
Алексей Васильевич Капнист (ок. 1796 — 4 апреля 1869) — малороссийский дворянин, подполковник Воронежского пехотного полка (1825), привлекавшийся к следствию по делу декабристов; миргородский уездный предводитель дворянства.

## Биография
Происходил из дворян Екатеринославской губернии. Отец — полтавский губернский предводитель дворянства писатель Василий Васильевич Капнист, мать — Александра Алексеевна, урождённая Дьякова (сестра Марии Львовой и Дарьи Державиной).
В службу вступил в лейб-гвардии Измайловский полк подпрапорщиком — 3 октября 1814 года, 5 сентября 1816 — портупей-прапорщик, 23 февраля 1817 — прапорщик, 6 июня 1818 — подпоручик, 3 января 1820 — поручик. В 1821 году назначен адъютантом Н. Н. Раевского. 2 апреля 1822 — штабс-капитан, 18 марта 1824 — капитан, подполковник Воронежского пехотного полка с 29 апреля 1825 года.
Член Союза благоденствия с 1820 года. Вместе с братом Семёном был участником диспутов о будущих путях развития России, которые проходили в имении отца в Обуховке и были посещаемы Пестелем и Муравьёвым-Апостолом. Михаил Бестужев-Рюмин предлагал ему вступить в Южное общество, на что Капнист ответил отказом.
Приказ об аресте по делу декабристов от 30 декабря 1825 года, арестован в Киеве 14 января 1826 года и с фельдъегерем и в сопровождении адъютанта генерала Красовского, Е. П. Врангеля, 19 января был доставлен в Санкт-Петербург на главную гауптвахту, на следующий день заключён в Петропавловскую крепость.
Во время следствия Михаил Бестужев-Рюмин и Сергей Муравьёв-Апостол показали, что с 1821 года Капнист изменил образ мыслей и никто с ним по поводу тайного общества связей не поддерживал. Сестра Софья Васильевна писала в своих воспоминаниях:
Хотя в душе он был уверен в своей невинности, но по ходу дела не мог угадать, чем оно кончится. Впоследствии он узнал, что при допросах Матвей Муравьев-Апостол наделал ему много вреда, что, напротив, Сергей Муравьев-Апостол совершенно его оправдал и что, быть может, ему он и обязан своим освобождением. Сколько тяжких бессонных ночей проводил он в своем заточении! Как страшился, чтобы в ответах своих на заданные ему комиссией письменные вопросы не замешать и не повредить кому-либо! В самые затруднительные минуты он, не зная, что сказать, и не полагаясь на себя, прибегал всегда к Евангелию и, открыв его, писал свои ответы, почти всегда с большою удачею.
15 апреля 1826 года Высочайше повелено освободить, арест зачислен в наказание. Софья Васильевна сообщила, через два дня после освобождения брата он встретился с Николаем I, который спросил: «Что, Капнист, не правда ли, что здесь лучше, чем там?»
Уволен от службы — 18 марта 1827 года. Почетный надзиратель Миргородского уездного училища (1833), миргородский уездный предводитель дворянства (1829—1835, 1841—1844). В 1836 году открыл в Обуховке школу для крестьянских детей. Коллежский советник (1856). Автор «Записки естественного и гражданского быта русского народа», которая была посвящена проблеме закрепощения в Малороссии.
Скончался от катара желудка в апреле 1869 года в Висбадане, прах его был перевезен в Россию.

## Семья
Жена (с 1833 года) — Ульяна Дмитриевна Белуха-Кохановская, унаследовала от дяди усадьбу в селе Михайловка Лебединского уезда. По словам сестры Капниста, «он женился в прекрасном семействе, на единственной дочери Д. П. Белухи-Кохановского, бог наградил его нежным достойным другом, добрыми детьми и прекрасным состоянием». Супруги имели детей (с 15 января 1876 носили титул графов):
- Дмитрий (1837—1904) — тайный советник.
- Василий (1838—1910) — гофмейстер; женат на княжне Варваре Васильевне Репниной.
- Пётр (1839—1904) — тайный советник, сенатор; женат на графине Надежде Алексеевне Стенбок-Фермор.
- Павел (1842—1904) — тайный советник, сенатор; женат на Эмилии Алексеевне Лопухиной. Их сыновья — Алексей и Дмитрий Капнисты.
- Александра (1845—1920[9]) — супруга Бориса Николаевича Чичерина (1828—1904); С. А. Толстая указывала[10], что они «потеряли свою единственную дочь», на самом деле у них было трое детей, умерших в малолетстве; в том числе сын Алексей (14 апреля — 6 июня 1874)[11].
- Мария (1848—1925) — вторая супруга камергера Василия Аркадьевича Кочубея (1826—1897). Один из их сыновей — депутат Василий Кочубей. Её стараниями была открыта женская гимназия в Ялте. Была почетным гражданином этого города.